# 弗恩代爾 (佛羅里達州)
弗恩代爾（英語：Ferndale）是位於美國佛羅里達州萊克縣的一個人口普查指定地區。

## 地理
弗恩代爾的座標為28°37′12″N 81°42′11″W / 28.62000°N 81.70306°W，而該地最高點為海拔高度31米（即102英尺）。

## 人口
根據2010年美國人口普查的數據，弗恩代爾的面積為7.40平方千米，當中陸地面積為7.10平方千米，而水域面積為0.30平方千米。當地共有人口233人，而人口密度為每平方千米31人。